# Астроцит
Астроцити (од гр. astron= звезда) су најкрупније, звездолике ћелије неуроглије са многобројним цитоплазматским наставцима који полазе са тела и могу да се секундарно гранају и кључном улогом у одржању хомеостазе ванћелијске течности. 
Такође познате под заједничким називом астроглија, карактеристичне су глијалне ћелије у облику звезде у мозгу и кичменој мождини. Они обављају многе функције, укључујући биохемијску подршку ендотелним ћелијама које формирају крвно-мождану баријеру, обезбеђивање хранљивих материја нервном ткиву, одржавање екстрацелуларне равнотеже јона, регулацију церебралног крвотока и улогу у поправци ожиљака од трауме или инфекције. 
Удео астроцита у мозгу није добро дефинисан; у зависности од коришћене технике бројања, студије су откриле да пропорција астроцита варира у зависности од региона и да се креће од 20% до 40% свих глија. Друга студија наводи да су астроцити најбројнији тип ћелија у мозгу. Астроцити су главни извор холестерола у централном нервном систему. Аполипопротеин Е преноси холестерол од астроцита до неурона и других глијалних ћелија, регулишући ћелијску сигнализацију у мозгу. Астроцити код људи су више од двадесет пута већи него у мозгу глодара и остварују контакт са више од десет пута већим бројем синапси.

## Врсте
Разликују се две врсте:
- протоплазматски астроцити
- фиброзни астроцити

Протоплазматски астроцити смештени су у сивој маси и препознају се по многобојним наставцима разноликих облика, дебљине и дужине од којих се издвајају наставци завршени плочастим проширењима (стопала) која належу на површину капилара. На периферији ЦНС-а стопала су поређана једно до другог образујући тако на спољашњој површини мозга и кичмене мождине граничну линију (glia limitans) на коју належе мека можданица.
Протоплазматични астроцити помажу у изградњи крвно-мождане баријере са периваскуларним стопалима. Помоћу пијалних стопала, они граде граничну глијалну мембрану која раздваја нервно мождано ткиво од меке опне и ликвора.
Фиброзни астроцити се налазе претежно у белој маси ЦНС-а. Од протоплазматских астроцита разликују се по цитоплазматским наствацима који су тањи, дужи и не гранају се. На крајевима наставака постоје плочаста проширења која належу на површину капилара, али не учествују у образовању граничне линије. Врло често су наставци у контакту са Ранвијеровим проширењима. Помоћу перинодалних стопала они узимају вишак јона након акционог потенцијала.

## Функције
Астроцити имају врло важну функцију у нервном систему. Они одстрањују вишак јона калијума након акционог потенцијала из ванћелијског простора и одржавају сталне пх вредности (пуферски систем). Такође, астроцити преузимају неуротрансмитере у синаптичком проширењу аксона и разграђују их. Астроцити у нервне ћелије преусмеравају метаболите из којих нервне ћелије извлаче енергију. Образују тродимензионалну мрежу у којој су неурони којима пружају потпору. Током диференцијације нервног ткива одређују правац кретање неурона. 
Астроцити регулишу транспорт материја из цереброспиналне течности (тиме посредно и крви) у нервне ћелије и учествују у образовању чврсте везе између ендотелских ћелија у крвно-можданој баријери. 

## Клинички значај
Астроцитоми су примарни интракранијални тумори који се развијају из астроцита. Такође је могуће да глијални прогенитори или неуралне матичне ћелије могу довести до астроцитома. Ови тумори се могу појавити у многим деловима мозга и/или кичмене мождине. Астроцитоми су подељени у две категорије: ниског степена (I и II) и високог степена (III и IV). Тумори ниског степена су чешћи код деце, а тумори високог степена су чешћи код одраслих. Малигни астроцитоми су чешћи међу мушкарцима.
Пилоцитни астроцитоми су тумори I степена. Они се сматрају бенигним и споро растућим туморима. Пилоцитни астроцитоми често имају цистичне делове испуњене течношћу и чвор, који је чврсти део. Већина се налази у малом мозгу. Стога је већина симптома повезана са потешкоћама у равнотежи или координацији. Такође се чешће јављају код деце и тинејџера.
Фибриларни астроцитоми су тумори II степена. Они расту релативно споро па се обично сматрају бенигним, али се инфилтрирају у околно здраво ткиво и могу постати малигни. Фибриларни астроцитоми се обично јављају код млађих људи, који често имају нападе.
Анапластични астроцитоми су малигни тумори III степена. Они расту брже од тумора нижег степена. Анапластични астроцитоми се понављају чешће од тумора нижег степена, јер њихова склоност ширењу у околно ткиво отежава њихово потпуно уклањање хируршким путем.
Глиобластома је канцер IV степена који може настати из астроцита или постојећег астроцитома. Приближно 50% свих тумора мозга су глиобластоми. Глиобластоми могу да садрже више типова глијалних ћелија, укључујући астроците и олигодендроците. Глиобластоми се генерално сматрају најинвазивнијим типом глијалног тумора, јер брзо расту и шире се на оближње ткиво. Лечење може бити компликовано, јер један тип ћелија тумора може да умре као одговор на одређени третман, док други типови ћелија могу наставити да се размножавају.

### Неуроразвојни поремећаји
Астроцити су се појавили као важни учесници у различитим неуроразвојним поремећајима. Ово гледиште наводи да дисфункција астроцита може довести до неправилног нервног кола, што је у основи одређених психијатријских поремећаја као што су поремећаји аутизма и шизофренија.

## Галерија
- Астроцит у култури емитује много звездастих екстензија (зелено). Плава боја представља језгра других ћелија присутних у култури.
- Астроцит.
- Астроцит глодара.
- Конфокална слика која приказује активиране астроците у кортексу животињског мишјег модела који пати од Алцхајмерове болести.